# Crisia pyrula
Crisia pyrula är en mossdjursart som beskrevs av Harmelin 1990. Crisia pyrula ingår i släktet Crisia och familjen Crisiidae. Inga underarter finns listade i Catalogue of Life.